# NGC 1726
NGC 1726 је лентикуларна галаксија у сазвежђу Еридан која се налази на NGC листи објеката дубоког неба.
Деклинација објекта је - 7° 45' 18" а ректасцензија 4h 59m 41,9s. Привидна величина (магнитуда) објекта NGC 1726 износи 11,7 а фотографска магнитуда 12,7. Налази се на удаљености од 36,960 милиона парсека од Сунца. NGC 1726 је још познат и под ознакама MCG -1-13-42, PGC 16508.